# Deutscher Entwicklungsdienst
Der Deutsche Entwicklungsdienst (DED) wurde 1963 als gGmbH gegründet und war im Bereich der personellen Entwicklungszusammenarbeit der Bundesrepublik Deutschland tätig. Gesellschafter waren die Bundesrepublik Deutschland mit 95 % und der Arbeitskreis „Lernen und Helfen in Übersee“ e. V. (AKLHÜ) mit 5 % Gesellschafteranteilen. Während andere Entwicklungsdienste entweder staatlich oder nicht-staatlich organisiert waren, charakterisierte den DED die Verbindung von Staat und Zivilgesellschaft. Entsprechend konnten Projektpartner sowohl staatliche als auch nicht-staatliche Organisationen sein. Zum Jahresbeginn 2011 ist der DED zusammen mit der Gesellschaft für Technische Zusammenarbeit (GTZ) und der Internationalen Weiterbildung und Entwicklung gGmbH (InWEnt) in der Deutschen Gesellschaft für Internationale Zusammenarbeit (GIZ) aufgegangen.

## Geschichte

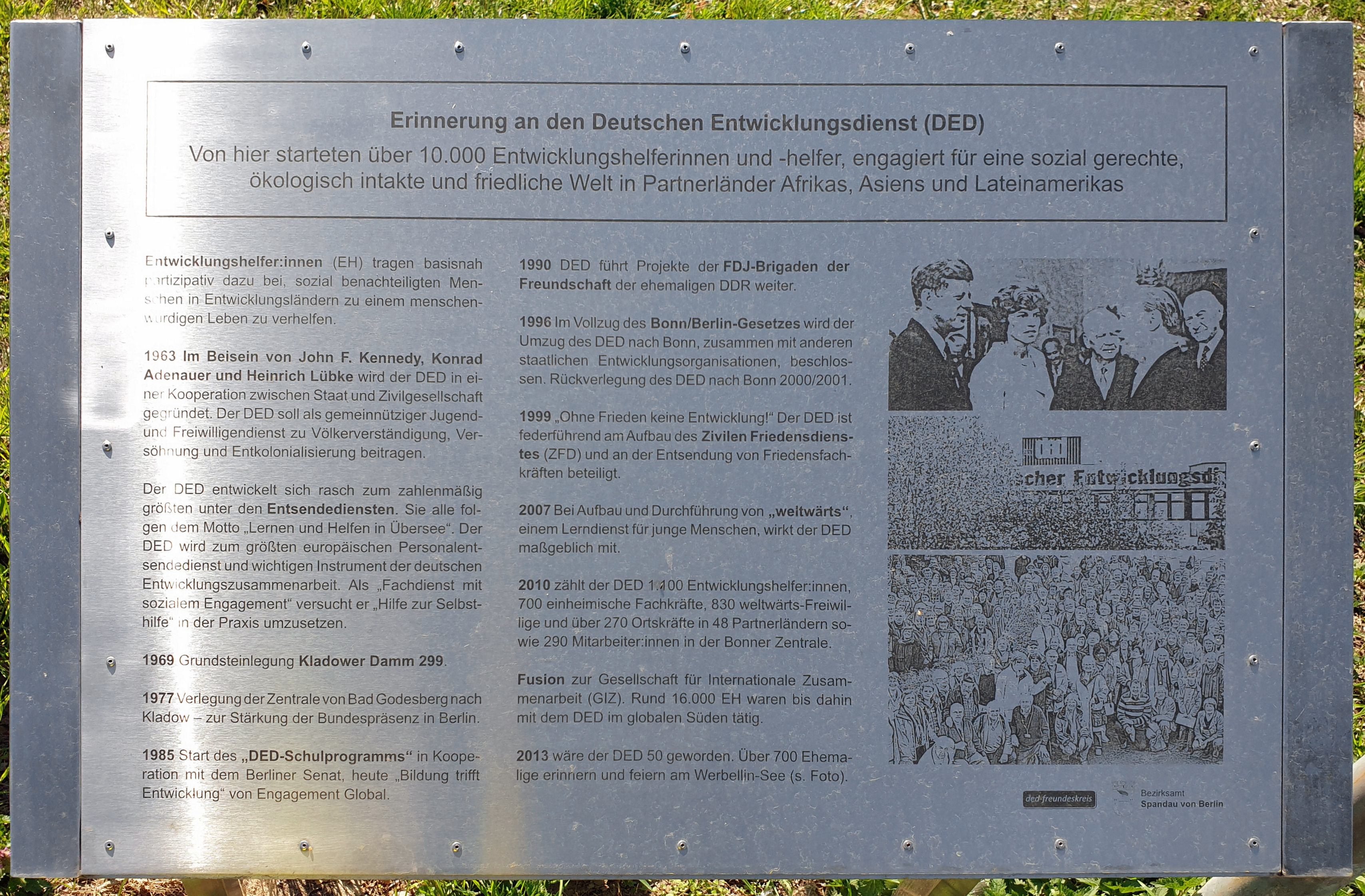
Gedenktafel, Kladower Damm 299, in Berlin-Kladow

Das Unternehmen wurde 1963 in Bonn im Beisein von Heinrich Lübke, Konrad Adenauer und John F. Kennedy gegründet. Vorbilder waren deutsche bzw. internationale Modelle der „Work-Camps“, der kirchlichen Freiwilligendienste Dienste in Übersee (DÜ) und Arbeitsgemeinschaft für Entwicklungshilfe (AGEH) sowie des US-amerikanischen Peace Corps. Im Gegensatz zum Peace Corps setzte der DED aber ausschließlich Mitarbeiter mit abgeschlossener, für das jeweilige Programm qualifizierender Berufsausbildung ein.
Erster Sitz des DED war Bad Godesberg bei Bonn, ehe er 1977 nach Berlin-Kladow umzog. In Wächtersbach (Hessen) und in Berlin bereitete der DED bis dahin seine „Freiwilligen“ in besonderen Ausbildungsstätten in dreimonatigen Kursen auf ihren Einsatz vor (Sprachen, Landeskunde, Verhaltenstraining, Selbsthilfetechniken). Diese Vorbereitung wurde ab 1977 ebenfalls in Berlin-Kladow konzentriert. 1999 verlegte der Deutsche Entwicklungsdienst aufgrund von Bestimmungen des Berlin/Bonn-Gesetzes seinen Sitz ins Bonner Tulpenfeld. Die Vorbereitung wurde fortan von der Deutschen Stiftung für Entwicklungshilfe (DSE), später InWEnt, in Bad Honnef übernommen. Die Gebäude in Berlin-Kladow wurden 2010 abgerissen. Auf dem Gelände entsteht ein Wohnpark.
Die ersten 14 Entwicklungshelfer des DED reisten am 20. August 1964 mit dem Flugzeug nach Daressalam in Tansania aus. Die Zielsetzung war Hilfe zur Selbsthilfe. Anfangs waren die Helfer überwiegend Handwerker und Techniker mit nicht-akademischer Ausbildung sowie Krankenpfleger. Später spezialisierten sich die Qualifikationen, und es wurden Ingenieure, Umwelttechniker, Stadtentwickler oder Managementexperten entsandt. In den 1980er Jahren zeigte die Bundesregierung Kohl deutliche Kritik an der Ausrichtung des DED. Die Organisation galt als „Brutstätte von Sozialrevolutionären“ und linken Unruhestiftern. Als im April 1983 der Arzt und DED-Helfer Albrecht Pflaum in Nicaragua von so genannten Contra-Rebellen ermordet wurde, rief der DED die rund 50 im Land tätigen Helfer in die Hauptstadt Managua zurück, da nur dort für ihre Sicherheit garantiert werden konnte. Bis 2007 hatte der DED seit seiner Gründung rund 15.000 Entwicklungshelfer unter Vertrag.
Die Gesellschaft für Technische Zusammenarbeit, der DED und die Bildungsorganisation InWEnt unterzeichneten in Berlin im Dezember 2010 einen Fusionsvertrag. Am 1. Januar 2011 verschmolzen sie zur Deutschen Gesellschaft für Internationale Zusammenarbeit. Praktiker des DED kritisierten die Zusammenlegung. Nach ihrer Ansicht verschöbe sich dadurch der Schwerpunkt auf die Wirtschaftsförderung, die Armutsbekämpfung werde vernachlässigt.

## Aufgaben und Anforderungen
Der DED war anerkannter Träger des Entwicklungsdienstes im Sinne des § 2 Entwicklungshelfer-Gesetz. Er stellte gemäß Gesellschaftervertrag in Entwicklungsländern berufserfahrene Fachkräfte zur Mitarbeit in ihren Programmen und Projekten im staatlichen und privaten Bereich zur Verfügung; er förderte die Arbeit entwicklungsrelevanter Organisationen in Entwicklungsländern durch fachliche Beratung und den Aufbau lokaler Selbsthilfegruppen, und er führte Aufgaben des Zivilen Friedensdienstes durch; er organisierte die Entsendung von deutschen Entwicklungshelfern für den Freiwilligen-Dienst der Vereinten Nationen.
Seine Mitarbeit erstreckte sich insbesondere auf die Programmbereiche Landwirtschaft und Ressourcensicherung, technisch-handwerkliche Berufsausbildung, Kleingewerbe, Management und Verwaltung, Gesundheitswesen sowie Gemeinwesen/Sozialarbeit. Die Mitarbeit im allgemeinen Bildungswesen wurde in den 1990er Jahren weitgehend eingestellt, da man davon ausging, dass in den Partnerländern genügend einheimische Lehrer zur Verfügung stünden. Die Anfrage zu einer Mitarbeit ging formell jeweils vom Gastland aus. Rechtliche Grundlage für diese personelle Zusammenarbeit waren jeweils bilaterale Staatsverträge.
Die Entwicklungshelfer wurden für eine Tätigkeitsdauer von zwei bis sechs Jahren (zuzüglich Vorbereitungszeit) angeworben. Voraussetzung war eine abgeschlossene Ausbildung in dem angeforderten Beruf sowie zwei Jahre relevante Berufserfahrung. Durch diese hohen Anforderungen – verglichen mit Freiwilligendiensten wie dem US-amerikanischen Peace Corps – arbeitete der DED durchweg mit qualifiziertem Personal. Seitens des DED wurde großer Wert auf angemessenes, integratives Verhalten im Gastland sowie nach der Rückkehr auf ein Engagement in der Entwicklungspolitik gelegt. Ein kleiner Teil der Entwicklungshelfer leistete Entwicklungsdienst nach § 22 EhfG an Stelle von Wehr- oder Zivildienst ab. Die Mindestdauer für diesen Ersatzdienst betrug zwei Jahre zuzüglich Vorbereitungszeit.
Die Entwicklungshelfer wurden im Gastland durch einen „Landesbeauftragten“ (BA) bzw. „Landesdirektor“ (LD) betreut, der hauptamtlich beim DED angestellt war.
2007 waren je Quartal rund 1.000 Entwicklungshelfer mit dem DED im Auslandseinsatz. Sie arbeiteten in 40 Ländern in Afrika, Südamerika, Mittelamerika und Asien.
Des Weiteren war der DED mit rund 600 Entwicklungshelfern 2009/2010 die größte Entsendeorganisation für Freiwillige im Rahmen des weltwärts-Programms des Bundesministeriums für wirtschaftliche Zusammenarbeit und Entwicklung und hatte das Sekretariat für die administrativ-finanzielle Abwicklung von weltwärts übernommen, teilte also den 200 anderen weltwärts-Entsendeorganisationen die für weltwärts bestimmten Finanzmittel des Bundesministeriums zu.
Außerdem gab es einige Entwicklungshelfer mit Inlandsverträgen, die die Ziele und Arbeit des DED im Inland bekannt machen sollten, beispielsweise durch Ausstellungen oder Vorträge. Ebenfalls im Inland arbeiteten zusammen rund 500 ehemalige Entwicklungshelfer als Referenten für Entwicklungsfragen auf Honorarbasis. Die Referenten konnten beim DED zu verschiedenen Themen angefordert werden. Dieses Programm trug den Titel „Bildung trifft Entwicklung“.